# Шевченково
Шевченково (на руски: Шевченково) е село в Кантемировски район на Воронежка област на Русия, намиращо се на 16 km на север от Кантемировка.
Влиза в състава на селището от селски тип Пасековское.

## География

### Улици
- ул. Мира,
- ул. Советская,
- ул. Степная,
- ул. Юбилейная.

## История
През 1750 г. за жителите на Талов на река Голая са поставени водни мелници и те започват да се заселват в околните земи. Образува се хутор, получил името Голий. През 1819 г., с построяването на църква, той става село.
През 1823 г. от селото се изселват 28 семейства към Астраханска губерния.
В годините на колективизация, в селото възниква колхоза „Т. Шевченко“.
През 1966 г., с указ на президиума на Върховния съвет на РСФСР, село Голая е преименувано на Шевченково.
По данни от 1995 г., в Шевченково има 199 къщи и 609 жители, селски клуб, училище и магазин.

## Население
| 2010 |
| ---- |
| 355  |

## Личности
- ((ru)) Николай Заблоцки (1928—2000) — украински и съветски треньор по вдигане на тежести, заслужил треньор на Украйна (1965), заслужил треньор на СССР (1970), международен съдия (1977).